# Boku no Imōto wa Ōsaka Okan
Boku no Imōto wa «Ōsaka Okan» (僕の妹は「大阪おかん」?   lit. Mi hermana pequeña es una «Ōsaka Okan») es una serie de anime japonesa, emitida entre 2012 y 2013. Se considera como una miniserie de anime debido a que sus episodios duran unos cinco minutos.
La historia se trata de Kyosuke, quien ha estado viviendo separado de su hermana menor Namika. Un día, vuelve tras diez años de vivir apartado de su hermana menor y se va a vivir con ella, descubriendo que es una energética tsundere.

## Personajes
Namika Ishihara (石原 浪花 Ishihara Namika?)
 Seiyū: Kana Asumi
Kyosuke Ishihara (石原 京介 Ishihara Kyōsuke?)
 Seiyū: Ryoko Shiraishi
Kaede (楓 Kaede?)
 Seiyū: Yuka Iguchi

## Anime
El anime fue producido por Charaction y fue dirigido por Kōtarō Ishidate, con el diseño original de los personajes por Sōta Sugahara. El anime es un formato de cortos, cuyos capítulos duran alrededor de 5 minutos cada uno. La serie se estrenó en BS Asahi el 21 de diciembre de 2012 y se emitió en línea por Crunchyroll. La serie tiene una única pieza musical, compuesta por Kana Asumi. En el Bluray de la serie, lanzado el 19 de abril de 2013, vino incluido un episodio adicional.
| #     | Título | Estreno                 |
| ----- | --- | ----------------------- |
| 1     | «One Morning, I Got an Osaka Momma for a Sister.» «Aru Chō, Ōsaka okan no imōto ga dekimashite.» (ある朝、大阪おかんの妹ができまして。)                                          | 21 de diciembre de 2012 |
| 2     | «Yes, My Sister is an Osaka Momma!» «Imōto ga Ōsaka okan nandesukedo!» (妹が大阪おかんなんですけど!)                                                                             | 4 de enero de 2013      |
| 3     | «My Sister Can't Be This Much of an Osaka Momma» «Ore no imōto ga konnani Ōsaka okan na wake ga nai» (俺の妹がこんなに大阪おかんなわけがない)                                    | 11 de enero de 2013     |
| 4     | «I'm an Osaka Momma, But What's It Matter If We've Got Love?» «Ōsaka okan dakedo ai sae areba kankeinai yo nē» (大阪おかんだけど愛さえあれば関係ないよねっ)                      | 18 de enero de 2013     |
| 5     | «Osaka Momma's Home» «Ōsaka okan hōmu» (大阪おかんホーム) | 25 de enero de 2013     |
| 6     | «Recently, My Sister is a Bit Osaka Momma-ish» «Saikin, imōto no yō su ga chotto Ōsaka okan nandaga.» (最近、妹のようすがちょっと大阪おかんなんだが。)                           | 1 de febrero de 2013    |
| 7     | «One of These People is an Osaka Momma!» «Kono naka ni 1-ri, Ōsaka okan ga iru!» (この中に1人、大阪おかんがいる!)                                                                | 8 de febrero de 2013    |
| 8     | «Or it May Be a Present Progressive Osaka Momma» «Aruiwa genzai shinkōkeino Ōsaka okan» (あるいは現在進行形の大阪おかん)                                                         | 15 de febrero de 2013   |
| 9     | «The Osaka Momma Sister and the Suffering Me» «Ōsaka okan na imōto to junanna ore» (大阪おかんな妹と受難な俺)                                                                    | 22 de febrero de 2013   |
| 10    | «My Sister is the Osaka Momma Goddess» «Imōto wa Ōsaka okan no megami-chan» (妹は大阪おかんの女神ちゃん)                                                                         | 1 de marzo de 2013      |
| 11    | «Seems the Recent Osaka Momma Craze is All Thanks to Me» «Saikin no Ōsaka okan būmu wa dōyara ore no okagerashīdesu yo» (最近の大阪おかんブームはどうやら俺のおかげらしいですよ) | 8 de marzo de 2013      |
| 12    | «Namika-han@Unmotivated» «Naniwa-han@ganbaranai» (浪花はん＠がんばらない) | 15 de marzo de 2013     |
| Extra | «The Next Project!? The Long-Awaited 'Our Big Brother's Tokyo Rules' Episode 1.» «Uchi no onī-chan wa `Tōkyō rūru'» (うちのお兄ちゃんは「東京ルール」)                           | 19 de abril de 2013     |